# Casa Strassberger
La casa Strassberger es un monumento histórico actualmente en ruinas, perteneciente a la zona monumental de la ciudad peruana de Iquitos. Se encuentra dentro del Malecón Tarapacá y esta bajo propiedad del ejército peruano.
Sufrió un incendio en enero de 2016, por lo que se encuentra en un estado deplorable, pero el gobierno peruano lo sigue considerando un monumento histórico.

## Historia
La Casa fue construida por el alemán Emilio Strassberger, que llegó a ser alcalde de Iquitos en dos períodos no consecutivos (de 1912 a 1914 y de 1924 a 1925) y representante del Banco Alemán Transatlántico. Luego de la Segunda Guerra Mundial y el antigermanismo que abundaba en los países aliados, además de las simpatías que tuvo Strassberger con el Partido Nacionalsocialista Obrero Alemán, el gobierno peruano le embargó la propiedad en los años 1940.
El gobierno del Perú entregó la casa a la Quinta Región Militar perteneciente al Ejército peruano, como un cuartel de oficinas sobre asuntos castrenses. La casa aún mantuvo el apellido Strassberger como nombre oficial, para 1986 fue declarada Patrimonio Cultural de la Nación, y desde 2008 el ejército la declaró inhabitable por falta de mantenimiento de la infraestructura, en 2011 el ejército comunicó que ya no utilizaba a Strassberger como cuartel de oficinas pero mantenía a una guardia militar para resguardar la casa por su misma condición de Patrimonio Cultural.
En enero de 2016 se desató un incendio en las inmediaciones de la casa, lo que la dejó parcialmente destruía, el ejército expresó que «tiene toda la intención» de reparar el inmueble solo que se ve limitado por escasez de recursos. En 2018 inició las obras para la reconstrucción parcial de Strassberger.